# Tachydromia calcanea
Tachydromia calcanea är en tvåvingeart som först beskrevs av Johann Wilhelm Meigen 1838.  Tachydromia calcanea ingår i släktet Tachydromia och familjen puckeldansflugor. Inga underarter finns listade i Catalogue of Life.